# Kimetsu no yaiba
Kimetsu no yaiba (鬼滅の刃?) (på engelska benämnd Demon Slayer: Kimetsu no Yaiba) är en mangaserie skriven och tecknad av Koyoharu Gotōge. Handlingen kretsar kring pojken Tanjirō Kamado som letar efter ett botemedel till sin yngre syster Nezuko som förvandlats till en demon. Den har givits ut av Shueisha i Shūkan Shōnen Magazine från februari 2016 till maj 2020. Viz Media publicerade den engelskspråkiga översättningen av mangan.
Kimetsu no yaiba har blivit adapterad till en anime i 26 avsnitt av Ufotable. Animen gjorde att serien ökade i popularitet och försäljning.

## Utgivning
Kimetsu no yaiba är skapad av Koyoharu Gotōge och gavs ut veckovis av Shueisha i Shūkan Shōnen Magazine den 15 februari 2016 till den 18 maj 2020. I januari 2019 började Shueisha utge kapitlen på engelska i digitala läsningstjänsten Manga Plus. Serien publicerades också i tankōbon-volymer. Den första volymen släpptes den 3 juni 2016. De amerikanska utgåvorna släpptes av Viz Media.

## Annan media

### Anime
I juni 2018 meddelades det att en anime baserad på mangan var under produktion av studion Ufotable. Den sändes från den 6 april 2019 till den 28 september 2019 på flera japanska kanaler som Tokyo MX, Gunma TV, Tochigi TV och BS11. Animen är regisserad av Haruo Sotozaki och manusen skrevs av en grupp vid Ufotable. Yuki Kajiura och Go Shiina komponerade musiken. Den innehöll 26 avsnitt. Den 28 september 2019, efter det sista avsnittet hade sänts, utannonserades en animefilm som väntas ha biopremiär den 16 oktober 2020.